# 1883 v loďstvech
Tento článek obsahuje významné události v oblasti loďstev v roce 1883.

## Lodě vstoupivší do služby
- 19. listopadu –  Riachuelo – bitevní loď